# Wo kein Schatten fällt
Wo kein Schatten fällt ist ein deutscher Mysterythriller von Esther Bialas aus dem Jahr 2017. Der Film wurde am 26. Oktober 2018 auf den Internationalen Hofer Filmtagen uraufgeführt und erstmals am 8. November 2018 im Fernsehprogramm des NDR ausgestrahlt.

## Handlung
Drei Jahre hat Hanna in einem Internat verbracht und kommt jetzt über die Sommerferien in ihr norddeutsches Heimatdorf zurück, um in der Fleischerei ihres Vaters mitzuhelfen. Ihre Mutter ist vor Jahren im Moor verschwunden, nur ihr mintgrünes Kleid mit Spitze hat man damals gefunden. Genau an der Stelle, wo drei Männer starben. Im Dorf glaubt man, Hannas Mutter sei eine Hexe, welche die Männer verführte und ins Moor lockte. Hanna wird aufgrund dessen nicht sonderlich herzlich von der Dorfgemeinschaft aufgenommen, auch ihre früheren Freunde geben sich distanziert und schikanieren sie sogar. Ihr Vater hätte Hanna lieber den ganzen Tag im Haus, denn sie soll unbedingt vom Moor fernbleiben. Als ein Freund aus der früheren Clique verschwindet, gibt es Verdächtigungen gegen Hanna. Hanna fühlt sich einsam, sie hat Alpträume, bekommt zwischendurch öfter Nasenbluten und hat im Moor auch die Vision einer Frau. Auch kommt es im Dorf fortan zu mysteriösen Vorfällen.
Im Dorf lernt Hanna die gleichaltrige Eva kennen. Sie kommt nicht aus der Gegend und kümmert sich um ihre kranke Oma. Eva ist etwas überdreht und unheimlich, aber die beiden freunden sich bald an. Eva sagt ihr, sie würde sich von jetzt an um sie kümmern. Die beiden verbringen oft Zeit miteinander, am Haus von Evas Oma oder in der schlecht besuchten Tanzgaststätte des Dorfes, wo sie mal richtig abtanzen. Als Hanna im Anschluss von einem Freund der Clique bedrängt wird, kommt ihr Eva mit einer Pistole zur Hilfe, um diesen zu verscheuchen. Eva und Hanna stechen sich eine kleine Freundschaftstätowierung am Fuß, Eva schenkt ihr auch eine Kette. Die Beziehung gibt Hanna Kraft und sie geht mit ihrem früheren Schwarm Basti auf eine Party, wo sie miteinander schlafen. Doch er tut das vor allem, um seinen Freunden zu imponieren, weil er mit der Hexe geschlafen habe. Hanna läuft daraufhin davon.
Im Wald trifft Hanna auf einen Dorfbewohner, der sie in seinen Wohnwagen entführt und ihr alkoholisiert vorwirft, sie sei wie ihre Mutter. Von ihm erfährt sie, dass in dem Haus von Evas Mutter noch nie jemand gewohnt hat. Da dämmert es Hanna, dass Eva die Hexe ist. Auf die Bitte, ihr zu helfen, verpasst er ihr einen Schlag. Als Hanna am nächsten Morgen in der Scheune des Vaters aufwacht, hängt der Entführer tot am Heukran. Man einigt sich auf eine plausible Unfallgeschichte. Ihr Vater erzählt Hanna, dass ihre Mutter damals im Moor von drei Männern ertränkt wurde und er diese daraufhin tötete. Er stellt sich nach diesem Gespräch der Polizei.
Basti ist verschwunden und seine Mutter verdächtigt Hanna. Diese geht zum Haus von Evas Mutter und findet ihn dort hinter einer verschlossenen Tür. Als Hanna ihn rauslassen möchte, kommt Eva dazu. Hanna stellt sie zur Rede. Eva macht Hanna klar, dass nicht sie die Hexe sei, sondern sie nur in Hannas Kopf existiere. Hanna wird klar, dass sie selbst für die Vorfälle verantwortlich ist. Da Eva verhindern möchte, dass Hanna Basti freilässt, kommt es zu einem Kampf, in dem Hanna Eva tötet. Als Hanna Basti die Tür öffnet, macht der sich schleunigst aus dem Staub.
Der Verpächter des väterlichen Hofs bietet Hanna an, mit ihr wegzufahren, um dem Dorfzorn zu entgehen. Allerdings wünscht er sich mehr als nur Freundschaft von Hanna. Sie fährt mit ihm davon, erschießt ihn und läuft zu Fuß weiter.

## Produktion
Der Film wurde vom 19. April 2017 bis zum 23. Mai 2017 in Hemmoor und Umgebung gedreht.

## Rezeption

### Kritiken
Das Lexikon des internationalen Films vergibt in seiner Rezension insgesamt 3 von 5 Sternen für den Film. Es schreibt: „Mit Mystery-Elementen operierende Mischung aus Thriller und Coming-of-Age-Drama, das in den Gruseleffekten mitunter etwas dick aufträgt. Als Studie eines weiblichen Aufbegehrens gegen männliche Repression und in der atmosphärischen Ausschöpfung der Moorlandschaft gleichwohl beachtlich.“
Volker Bergmeister kommt in seiner Besprechung auf tittelbach.tv auf insgesamt 4,5 von 6 Sternen. Wo kein Schatten fällt sei „die Geschichte von einem Mädchen in einer Männerwelt, bewusst zugespitzt in einer Märchenform.“ Es sei aber kein Mystery-Schocker, vielmehr eine Coming-of-Age-Story mit wohldosiertem Einsatz von Mystery-Elementen. Im Mittelpunkt stehe die Geschichte der Emanzipation einer jungen Frau, die sich der Vergangenheit stellt und wissen möchte, was mit ihrer Mutter wirklich passiert ist. Für den Kritiker spiele die Landschaft die zweite Hauptrolle, die zur stimmigen Atmosphäre beitrage. In der Landschaft – Moor, Nebel, kahle Bäume – spiegele sich das Bedrohungsszenario für Protagonistin Hanna. Herauszustellen sei auch, dass der Film von Frauenpower lebe. Regie, Buch, Kamera und Szenenbild seien durchweg mit Frauen besetzt. Valerie Stoll überzeuge in ihrer ersten großen Filmrolle an der Seite der versierten Besetzung. Mit Milena Tscharntke habe man Stoll einen starken Neben- und Gegenpart zur Seite gestellt. Fazit: „[E]in sehenswerter Erstling mit einem stimmigen Ensemble, ein gut getimtes Coming-of-Age-Drama, eingebettet in eine Hexengeschichte.“